# Adobe FlashPaper
Adobe FlashPaper (dawniej Macromedia FlashPaper) – technika opracowana przez firmę Macromedia, a po jej wykupieniu przez firmę Adobe Systems w roku 2005 rozwijana przez firmę Adobe Systems, rodzaj elektronicznego „papieru”, który można umieszczać w dokumentach internetowych.
Narzędzie do konwersji jest dostarczane razem z innymi programami Adobe, np. Adobe Contribute. Możliwa jest konwersja rozmaitych formatów plików, jak np. pliki tekstowe lub dokumenty Office’a – po wskazaniu pliku źródłowego program wstawia do dokumentu HTML plik w formacie Flash zawierający treść przekonwertowanego dokumentu. Czytelnik strony może powiększać taki dokument, przeszukiwać go i drukować. Możliwe jest kopiowanie zawartości, pod warunkiem, że autor nie wyłączył tej możliwości. Do czytania potrzebna jest obecność czytnika Adobe Flash Player w systemie.
Polecenia FlashPaper są także dołączane do menu programów Microsoft Office, wirtualne drukowanie (FlashPaper na liście drukarek) oraz konwersja pod prawym klawiszem myszy w Eksploratorze Windows.
We wrześniu 2008 roku Adobe ogłosił zakończenie prac i wycofanie produktu.